# Casal do Pereiro

O Casal Pereiro é uma localidade da freguesia de Évora de Alcobaça, Município de Alcobaça. Esta localidade está situada a noroeste da localidade de Évora de Alcobaça (3 km) e a sudeste da cidade Alcobaça (2 km), sendo a estrada Eng. Vieira de Natividade a ligação do Casal Pereiro a essas duas sedes de freguesia. O Casal Pereiro é uma terra com ligação ao fabrico de mobiliário, existindo no seu territórios muitas fábricas de pequena dimensão.
A localidade é conhecida pelo "dérbi" local "solteiros contra casados", disputado no antigo palco Quinta da Preta. 